# Bugtilemur
Bugtilemur es un género extinto de primate estrepsirrino tentativamente situado dentro de la familia Cheirogaleidae, la cual incluye a los lémures enanos y lémures ratón de Madagascar. Este está representado por solo una especie, B. mathesoni, la cual fue hallada en la Formación Chitarwata de Pakistán. Si esta clasificación es correcta, Bugtilemur podría ser el más antiguo lémur fósil y el único primate lemuriforme, extinto o viviente, que ha sido hallado por fuera de Madagascar, complicando de manera significativa la comprensión de la evolución y diversificación de los lémures.
Descrito a partir de unos pocos dientes, el espécimen posee un canino inferior que, de acuerdo con Marivaux et al., confirma la presencia del peine dental estrepsirrino. Más aún, basándose en la morfología de los dientes posteriores los molares comparten fuertes afinidades con el género Cheirogaleus (lémures enanos). Sin embargo, Bugtilemur parece ser mucho más pequeño en talla que los géneros malgaches y su peine dental era más corto y ancho. Más recientemente, la estructura general y la presencia del peine dental en Bugtilemur ha sido cuestionada, así como muchas otras características dentales, sugiriendo que es más probablemente un adapiforme.